# 안드로이드 디버그 브리지
안드로이드 디버그 브리지(Android Debug Bridge)는 안드로이드 기반 기기들의 디버깅에 사용되는 프로그래밍 도구이다. 안드로이드 장치의 데몬은 USB나 TCP를 통해 호스트 PC의 서버에 연결하며, TCP를 통해 최종 사용자에 의해 사용되는 클라이언트에 연결된다. 2007년부터 구글이 아파치 라이선스로 오픈 소스 소프트웨어로 배포하고 있으며 셸을 내장하고 있고 백업도 가능하다. adb 소프트웨어는 마이크로소프트 윈도우, 리눅스, macOS와 호환된다.